# Masaya (vulkan)
Masaya är en aktiv 635 meter hög kalderavulkan och en nationalpark i Nicaragua, sex kilometer väster om staden Masaya i departementet Masaya. Den är en av ett fåtal vulkaner i världen med en flytande lavasjö som kan beskådas från kraterkanten. Det gör den till en stor turistatraktion.

## Nationalpark

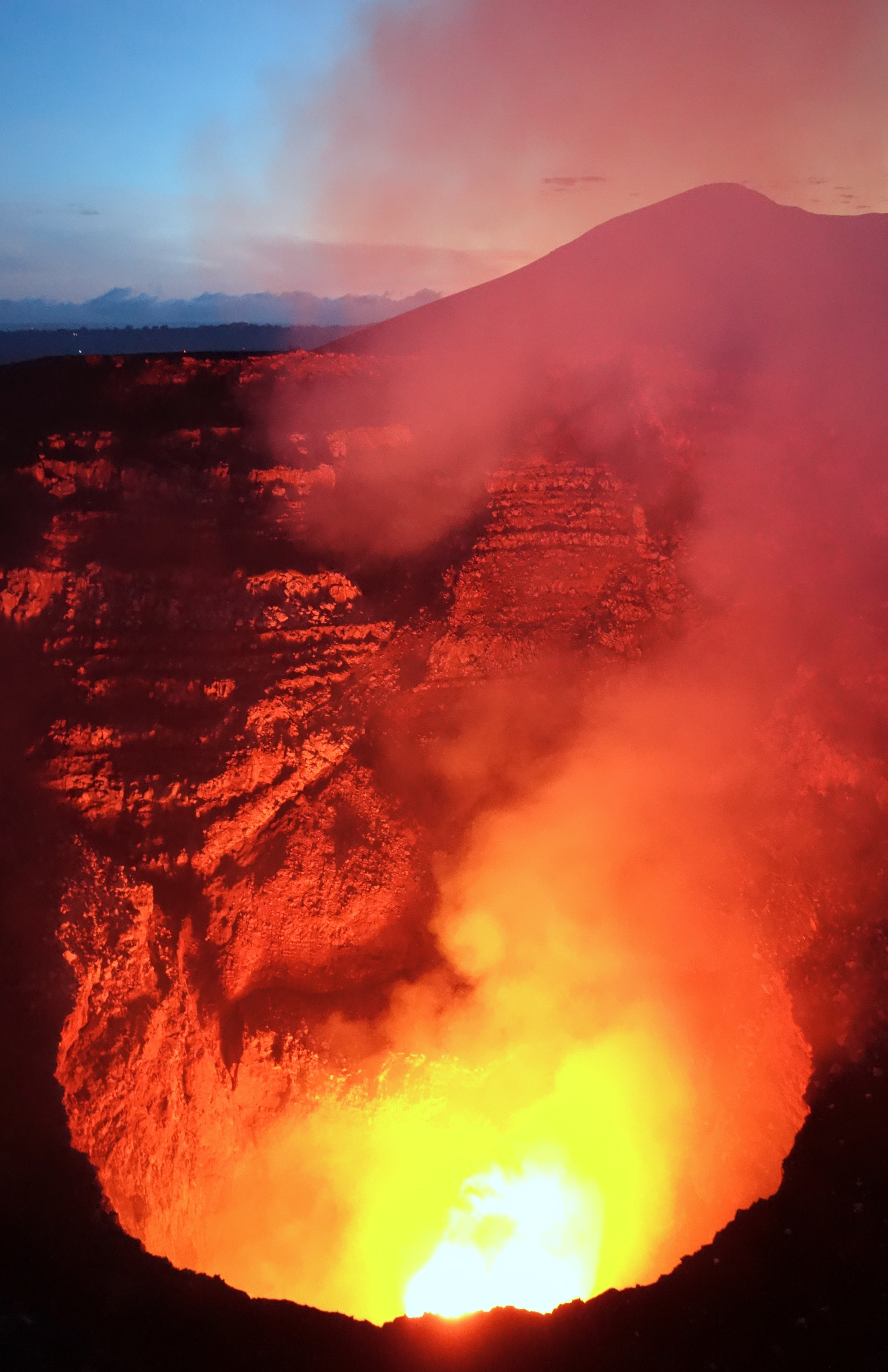
Lavasjön

Tillsammans med kratersjön Laguna de Masaya ligger vulkanen i den 51 km2 stora och 1979 skapade nationalparken vid namn Parque Nacional Volcán Masaya. 
Större delen av nationalparken, inlusive Masayavulkanen, ligger i kommunen Nindirí. Mindre delar ligger i kommunerna Ticuantepe, Masatepe, Nandasmo och Masaya.